# Mwezé Ngangura
Mweze Ngangura, aussi connu comme Dieudonné Mwézé Ngangura, né le 7 octobre 1950 à Bukavu au Congo belge (aujourd'hui République démocratique du Congo), est un réalisateur congolais,,.

## Biographie
Mwezé Ngangura débarque à vingt ans en Belgique et réalise, pendant ses études à l'Institut des arts de diffusion (IAD), Tamtam-électronique et Rhythm and blood, deux courts métrages. 
Pendant une dizaine d'années il tourne des films documentaires pour la télévision zaïroise. En 1985, de retour en Europe, il travaille au scénario de La vie est belle, un long métrage qu'il réalise avec Benoît Lamy et qui aura un grand succès en Afrique subsaharienne francophone. 
En 1994, il signe un documentaire : Lettre à Makura : Les derniers Bruxellois, le regard d'un ethnologue africain sur les marolliens, leurs us et coutumes. 
En 1998 enfin, il met en scène Pièces d'identités, un long métrage de fiction tourné à Bruxelles (principalement dans le quartier de Matonge - Ixelles) et au Cameroun, qui a obtenu la même année le Prix du public lors du 8e Festival du cinéma africain de Milan et, en 1999, le Grand Prix FESPACO 99 à Ouagadougou.
Il a reçu le Prix de mérite’OKAPI’ décerné par CongoFilmz Awards pour sa contribution depuis des décennies.

## Filmographie
- 1973 : Tamtam-Électronique, 25 min
- 1975 : Rhythm and Blood, 20 min
- 1980 : Chéri-Samba, 26 min
- 1983 : Kin-Kiesse ou les Joies douces-amères de Kinshasa-la-Belle, 26 min
- 1987 : La Vie est belle, Un film de Benoît Lamy et Ngangura Mweze, avec Papa Wemba, Krubwa Bibi, Landu Nzunzimbu, Kanku Kasongo, Lokinda Mengi Feza... . Belgique ; Congo, 1987, 80 min.
- 1992 : Changa-Changa, Rythmes en noirs et blancs, 60 min
- 1994 : Le Roi, la vache et le bananier : Chronique d'un retour au Royaume de Ngweshe, 60 min
- 1995 : Lettre à Makura : les derniers Bruxellois, 26 min
- 1997 : Le Général Tombeur, Sol'oeil films, 1997, 27 min.
- 1998 : Pièces d'identités, Fiction de Mweze Dieudonné Ngangura, 1998, 97 min. Production : Bruxelles : Films Sud ; Paris : Pétrouchka Films ; Kinshasa : Sol'oeil Films. Avec la collaboration de Papa Wemba.
- 2001 : Au nom de mon père, 50 min, documentaire
- 2005 : Les Habits neufs du gouverneur
- 2009 : Tu n'as encore rien vu de Kinshasa, documentaire, 90 min